# Aschenbau

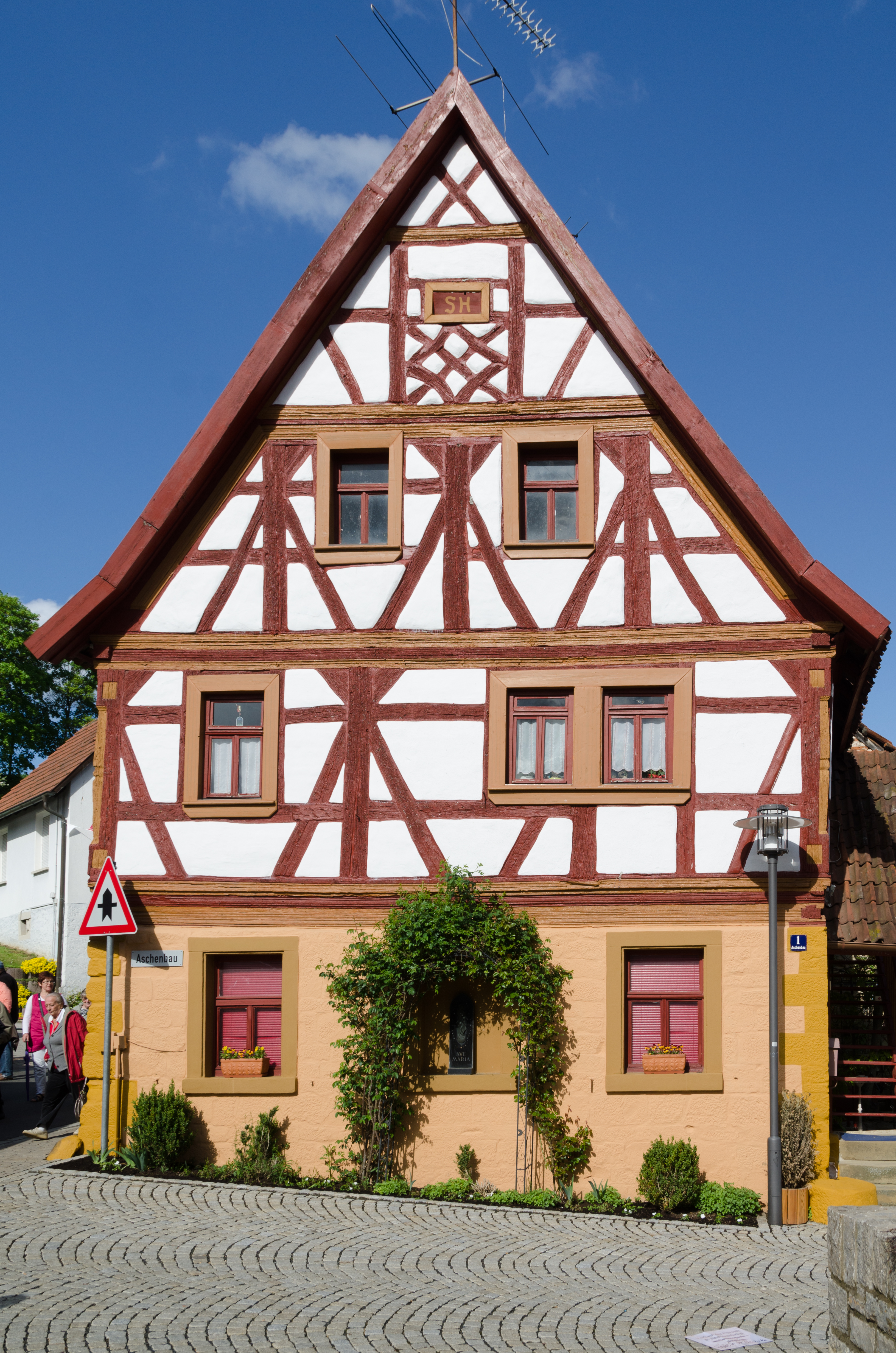
Der Aschenbau in Obbach

Der sogenannte Aschenbau in Obbach, einem Gemeindeteil von Euerbach im unterfränkischen Landkreis Schweinfurt in Bayern, wurde 1698 errichtet. Das Fachwerkhaus ist ein geschütztes Baudenkmal.
Der zweigeschossige giebelständige Satteldachbau besitzt ein Obergeschoss mit Zierfachwerk.
Susanne und Franz Hess erhielten im Jahr 2011 die Denkmalschutzmedaille des Freistaates Bayern für die vorbildliche Renovierung des Baudenkmals.